# أبو فانوس (ظاهرة)

ظاهرة أبي فانوس عند الفجر قُبيل شروق الشمس.

أبو فانوس ظاهرة ضوئية غير مألوفة قد تُصادف بعض المسافرين والمغامرين في المناطق النائية والصحراوية في شبه الجزيرة العربية حيث وثّقت عدّة مشاهدات لها، تتمثل في ظهور كرة مضيئة متوهّجة تلمع حينًا وتخفت حينًا آخر، قد تتحرك بسرعة، مقتربًة أو مبتعدًة عن الرائي ثم تختفي، كذلك إذا حاول الرائي الاقتراب منها فإنها تختفي وقد تظهر في مكان آخر، يُطلِق عليها سكان تلك المناطق «أبو فانوس، أبو سراج، أبو نويرة» كناية عن اعتبار هذه الظاهرة نوع من الجن يظهر للمسافر في المناطق النائية بغرض تضليله في الصحراء، وذلك في حال تبع الضوء ليعرف مصدره، لم يجرِ تدقيق هذه الظاهرة بشكل علمي أو موضوعي لذلك لا يوجد ما يؤكد هذه الحقيقة ولا يوجد ما يفسرّها.

## في السيرة النبوية
يربط البعض بين هذه الظاهرة وبين ما رُوى عن النبي محمد من حديث الصحابي جابر بن عبد الله قوله: «... وإذا تغوَّلَتْ لكم الغِيلانُ، فبادِروا بالأذانِ ...» وحديثٍا آخر لجابرٍ عن النبي يقول فيه: «لا عدْوَى، ولا طِيَرَةَ، ولا هامَةَ، ولا صفَرَ، ولا غُولَ».
وتعليقًا على هذا يقول ابن الأثير في كتابه النهاية في غريب الحديث والأثر:«الغول: أحد الغيلان، وهي جنس من الجن والشياطين، كانت العرب تزعم أن الغول في الفلاة تتراءى للناس فتتغول تغولا: أي تتلون تلونا في صور شتى، وتغولهم أي تضلهم عن الطريق وتهلكهم، فنفاه النبي ﷺ وأبطله، وقيل: قوله: لا غول ـ ليس نفيًا لعين الغول ووجوده، وإنما فيه إبطال زعم العرب في تلونه بالصور المختلفة واغتياله، فيكون المعنى بقوله: لا غول ـ أنها لا تستطيع أن تضل أحدا، ويشهد له الحديث الآخر: لا غول ولكن السعالي ـ السعالي: سحرة الجن: أي ولكن في الجن سحرة، لهم تلبيس وتخييل، ومنه الحديث: إذا تغولت الغيلان فبادروا بالأذان ـ أي ادفعوا شرها بذكر الله تعالى، وهذا يدل على أنه لم يُرد بنفيها عدمها.»
وقال أبو سليمان الخطابي في كتابه معالم السنن:«ليس معناه نفي الغول عيناً وإبطالها كوناً، وإنما فيه إبطال ما يتحدثون عنها من تغولها واختلاف تلونها في الصور المختلفة وإضلالها الناس عن الطريق وسائر ما يحكون عنها مما لا يعلم له حقيقة، يقول: لا تصدقوا بذلك ولا تخافوها، فإنها لا تقدر على شيء من ذلك إلا بإذن الله عز وجل، ويقال: إن الغيلان سحرة الجن تسحر الناس وتفتنهم بالإضلال عن الطريق.»

## ملاحقة الظاهرة
كما لبعض الظواهر الطبيعية كالأعاصير وغيرها من مطاردين فإنه يوجد لهذه الظاهرة بعض المتتبعين كذلك، هؤلاء يتتبعون مشاهدتها في المناطق النائية والبعيدة خصوصًا مع ساعات الليل أو قُبيل الفجر، ويوثقون هذه المشاهدات بمحتوى مرئي على مواقع التواصل الاجتماعي، ولا تخلو بعض هذه التوثيقات من مشاهد مختلقة وغير حقيقية يُصاحبها حكايات وقصص غير مؤكدة.

## ظواهر مشابهة
تتشابه هذه الظاهرة مع أخرى في مدينة مارفا غرب تكساس، الولايات المتحدة تُعرف بـ «أضواء مارفا» ولها أسماء أخرى مثل: الأضواء الشبحية، الأضواء الغريبة أو الغامضة، وغيرها، أقدم توثيق لمشاهدتها يرجع للعام 1883 من قبل شاب يرعى البقر، يصفها البعض بأنها كرات ذات توهّج نابض ولها تحركات غريبة أو شاذة، وآخرين وصفوها بأشباه أجرام سماوية تظهر فجأة ولها توهّج نابض، يخفت حينًا ويلمع بشدة أحيانًا أخرى.، قدّم البعض تفسيرًا يربط هذه الظاهرة بانعكاس نيران المخيمات أو مصابيح السيارات في مناطق قريبة، لكن لم تحسم حقيقة ظهورها بشكل مؤكد

## اسم الظاهرة في السعودية
في اعتقاد العامة في مناطق مختلفة من السعودية أن أبو فانوس الذي يُسمّى بأسماء عديدة منها: «أبو نويرة» و«هول الليل» كائن من الجن، وأنه يتنقل أمام السائر "بالتدريج من جهة لأخرى، وبتفاوت في البعد مرة وفي القرب مرات من عين الناظر ليتلاعب به وبأعصابه كما شاء تمهيداً لوقوع الرعب الأكبر في قلبه".